# 桥头苗族壮族乡
桥头苗族壮族乡是中华人民共和国云南省红河哈尼族彝族自治州河口瑶族自治县下辖的一个民族乡。

## 行政区划
桥头苗族壮族乡下辖以下村级行政区划单位：
桥头村、下湾子村、老街子村、东瓜岭村、中寨村、老汪山村、薄竹箐村和竹林寨村。